# 문화고등학교
문화고등학교(文化高等學校)는 대한민국 경상북도 경주시 충효동에 위치한 사립 고등학교이다.

## 학교 연혁
- 1945년 10월 1일 : 문화고등여학원 설립 인가
- 1945년 10월 15일 : 문화고등여학원 개원식
- 1949년 1월 8일 : 교명을 문화중학교로 변경, 학칙을 3년제로 개편
- 1951년 10월 11일 : 문화고등학교 설립인가
- 1960년 7월 26일 : 대한예수장로회 경동노회가 재단 인수
- 1978년 10월 7일 : 고등학교 30학급 증설 인가
- 1996년 7월 18일 : 충효신축교사로 이전
- 1996년 10월 15일 : 개교희년기념 및 신축교사 준공식 거행
- 2024년 2월 8일 : 제72회 졸업식(총촐업생 21,788명)
- 2024년 3월 1일 : 주영한 교장 취임

## 참고 자료
- 문화고등학교 - 한국교육학술정보원 학교알리미